# Franz Overbeck

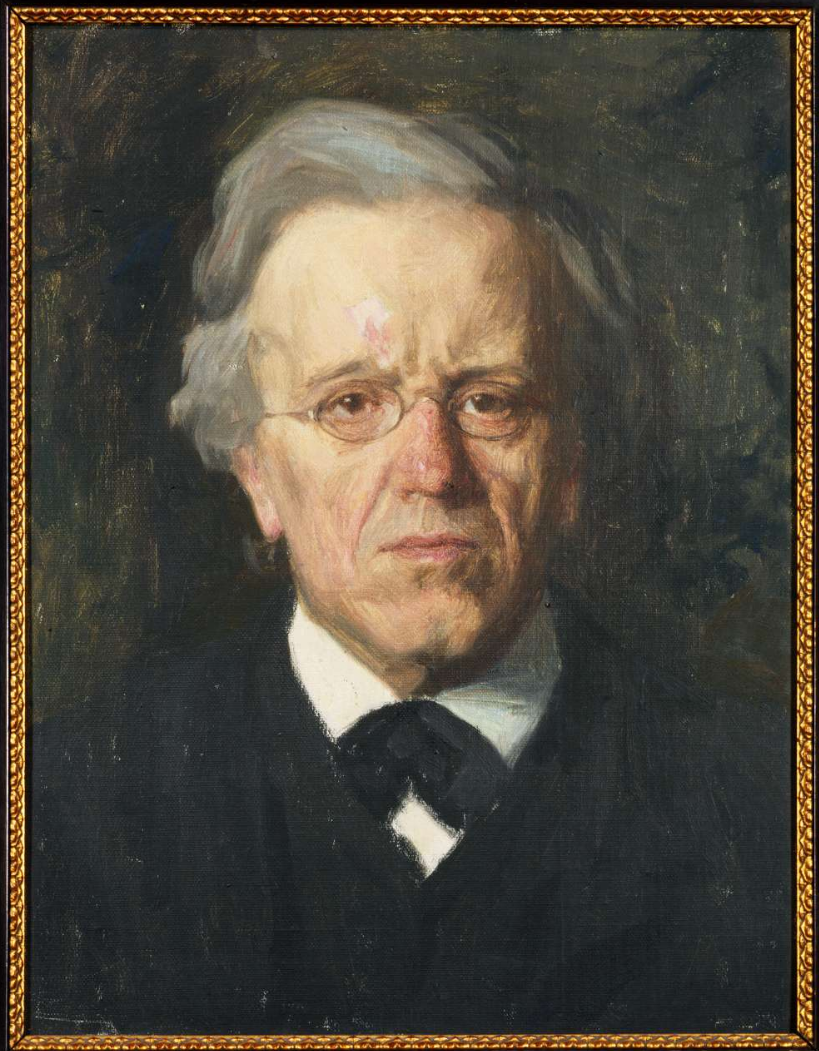
Franz Overbeck

Franz Camille Overbeck (* 16. November 1837 in Sankt Petersburg; † 26. Juni 1905 in Basel) war Kirchenhistoriker  und Professor für Evangelische Theologie. Er spezialisierte sich auf frühchristliche Literatur, sympathisierte mit deren kulturkritischen Bewegungen wie dem Mönchstum, kritisierte dagegen sowohl die liberale als auch die konservative Theologie. Er publizierte nur wenig und blieb zu Lebzeiten mit seinen Gedanken zur Theologie in der Fachwelt ein Außenseiter. Bekannt ist er vor allem als Freund und Briefpartner Friedrich Nietzsches.

## Leben

### Herkunft und Studium

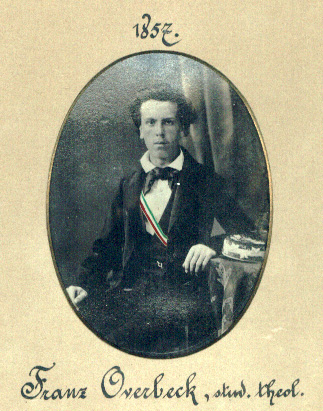
Franz Overbeck während seiner Studienzeit in Göttingen

Overbeck war Sohn des deutsch-britischen Kaufmanns Franz Heinrich Herrmann Overbeck und dessen Frau Jeanne Camille Cerclet, einer in Sankt Petersburg geborenen Französin. Entsprechend europäisch-humanistisch war seine Erziehung, zunächst in Sankt Petersburg, dann von 1846 bis zur Februarrevolution 1848 in Paris, darauf wieder in Sankt Petersburg und ab 1850 in Dresden. Seiner multinationalen Herkunft entsprechend beherrschte Overbeck alle wichtigen europäischen Sprachen fließend.
Von 1856 bis 1864 studierte Overbeck Evangelische Theologie in Leipzig, Göttingen, Berlin und Jena. In Göttingen wurde Overbeck Mitglied der Burschenschaft Hannovera, wodurch er sich eng mit Wolfgang Helbig und Heinrich von Treitschke befreundete. Vor allem durch die Lektüre von Carl Heinrich Wilhelm Schwarz und in der Folge der historischen Theologie Ferdinand Christian Baurs stand er dabei von Anfang an der offiziellen Theologie kritisch gegenüber. Er wurde 1859 zum Doktor der Philosophie promoviert und habilitierte sich 1864 bei Karl von Hase als Theologe mit einer Arbeit über Hippolyt von Rom. Von 1864 bis 1870 lehrte er als Privatdozent in Jena.

### Theologe in Basel
1870 wurde er als Professor für neutestamentliche Exegese und ältere Kirchengeschichte an die Universität Basel berufen und wohnte bis zu dessen Auszug 1875 im selben Haus eine Etage unter seinem Kollegen Friedrich Nietzsche. Die beiden Hausgenossen schlossen in dieser Zeit eine für beide bedeutsame und anhaltende Freundschaft.

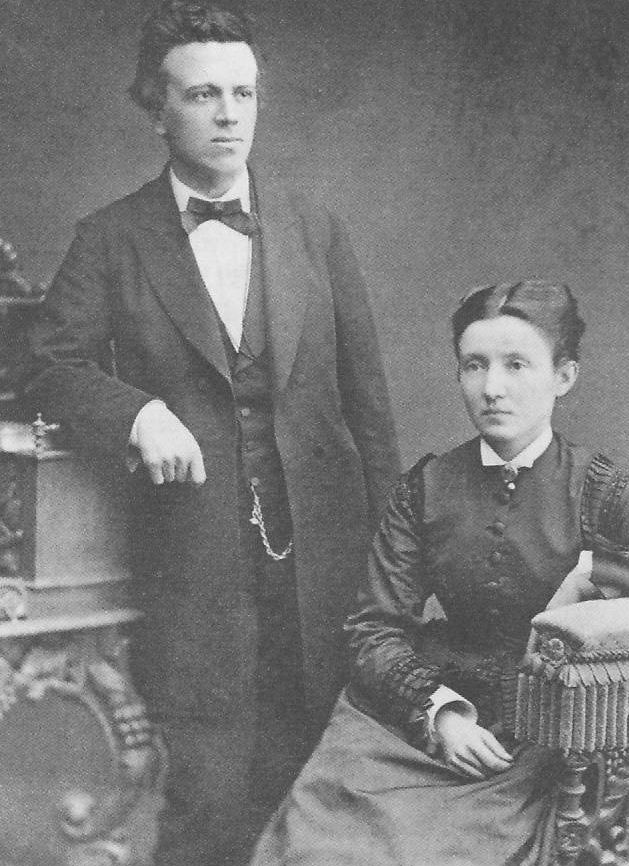
Franz Overbeck und seine Frau Ida, ca. 1875

1876 heiratete Overbeck die in Neustadt in Haardt geborene Schweizerin Ida Rothpletz (1848–1933). Im selben Jahr war er Rektor der Universität Basel.
1873 veröffentlichte Overbeck sein wichtigstes Werk Über die Christlichkeit unserer heutigen Theologie. Darin legte er seine Ansicht dar, dass das „historische Christentum“, das von den Kirchenvätern begründet worden sei, schon nichts mehr mit der ursprünglichen Idee Christi zu tun habe und auch nicht haben könne. Das „wahre Urchristentum“ habe sich im Gegensatz zu jeder Art von Geschichte, Kultur und Wissenschaft befunden; folglich sei eine „christliche Theologie“ unmöglich. Overbeck kritisiert in dieser Schrift sowohl die konservative („apologetische“) Theologie, die dogmatisch auf Glaubenssätzen beruht, als auch die liberale Theologie, die darum bemüht war, Glauben und Wissen in Einklang zu bringen: Beide verfehlen nach Overbeck das Wesen des Christentums, das eben jede Art von Wissen ausschließe.
Zum Anlass dieser Schrift hatte er die Schriften Vom alten und neuen Glauben von David Friedrich Strauß und Über das Verhältniss des deutschen Staates zu Theologie, Kirche und Religion von Paul de Lagarde genommen. Beide waren Versuche, mit Hilfe der Theologie eine „moderne (christliche) Religion“ zu erschaffen. Overbeck hielt dies für unmöglich und verfehlt. In seinem Nachwort zur zweiten Ausgabe von 1903 erneuert er diese Kritik gegen den zu dieser Zeit führenden Theologen Adolf von Harnack und dessen Werk Das Wesen des Christentums, welches, so Overbeck, „mir die ‚Unwesentlichkeit‘ des Christentums weit eindringlicher bewiesen hat als das ‚Wesen‘“.
Mit seinem Buch hatte er sich – durchaus bewusst – jede Möglichkeit einer Professur in Deutschland verbaut. Er blieb folglich in Basel, wo er über Jahrzehnte dieselben Einführungsvorlesungen hielt und keineswegs über seine provokanten Thesen redete. Nach eigenem Bekunden tat er dies, um seine Studenten zu schützen.
Privat machte er umfangreiche Aufzeichnungen zu einem „Kirchenlexikon“, in dem er vor allem zu theologischen, aber auch zu politischen, kulturellen, philosophischen und persönlichen Angelegenheiten Bemerkungen, Reflexionen und kommentierte Literaturverzeichnisse erstellte. Ziel dieser Sammlung war das, was Overbeck als einzige Aufgabe einer echt wissenschaftlichen Theologie ansah: eine profane Kirchengeschichte. Dass diese das Christentum selbst nicht würde erklären oder auch nur verstehen können, sondern es seiner Meinung nach vernichten würde, empfand Overbeck als grundsätzliches Dilemma.

### Freundschaft mit Nietzsche
Die Christlichkeit unserer heutigen Theologie erschien gleichzeitig mit Nietzsches erster Unzeitgemäßer Betrachtung (ebenfalls gegen David Friedrich Strauß), erregte aber – obwohl ähnlich „unzeitgemäß“ – nicht so viel Aufsehen wie diese. Beide Freunde ließen sich je ein „Zwillings-Exemplar“ beider Bücher zusammenbinden, und sie waren sich auch in ihren Grundthesen einig. Ähnliche Thesen wie die Overbecks kann man bis zu Nietzsches Der Antichrist in dessen Werken finden, und umgekehrt dürfte Overbeck von Gesprächen mit dem Philosophen profitiert haben. Der umfangreiche Briefwechsel zwischen Overbeck und Nietzsche hat später einige Beachtung gefunden, so wählte etwa Walter Benjamin einen Brief Overbecks für seine Sammlung Deutsche Menschen aus.
Die persönliche Freundschaft mit Nietzsche endete auch nach dessen einsetzender geistiger Umnachtung Ende 1888 nicht. Anfang Januar 1889 sandte Nietzsche von Turin aus dem von beiden hoch geschätzten Kollegen Jacob Burckhardt einen seiner so genannten „Wahnsinnszettel“, woraufhin dieser Overbeck alarmierte. Als auch Overbeck selbst einen wirren Brief bekam, reiste er noch am selben Tag nach Turin und brachte den kranken Nietzsche und dessen Manuskripte in Sicherheit. In der folgenden Zeit blieb er für Nietzsches Mutter Franziska, die den Geisteskranken bis zu ihrem Tod pflegte, einer der wichtigsten Ansprechpartner, und griff noch einmal entscheidend ein, als Julius Langbehn Nietzsche unter seine Kontrolle zu bringen versuchte.
Overbeck hielt es aufgrund seiner intensiven Freundschaft zu Nietzsche für notwendig, dass er die beginnende Heldenverehrung und Verklärung Nietzsches ablehnte und auch sich selbst nicht unkritisch zu Nietzsches Schriften verhielt. In Briefen und privaten Aufzeichnungen verwahrte er sich gegen die Legendenbildungen und Verdrehungen um den Philosophen, die von dessen Schwester Elisabeth Förster-Nietzsche und dem von ihr gegründeten Nietzsche-Archiv ausgingen. Im Alter resigniert und körperlich schwach, vermied er weitgehend eine öffentliche Auseinandersetzung, weigerte sich aber strikt, Förster-Nietzsches Forderung nach Aushändigung seiner Nietzsche-Korrespondenz für ihr Nietzsche-Archiv nachzukommen.
Durch den gemeinsamen Freund Nietzsche lernte Overbeck auch den Philologen Erwin Rohde kennen und schätzen. Diese Freundschaft blieb auch bestehen, als sich Rohde und Nietzsche weit voneinander entfernt hatten.

### Alter und Nachwirkung

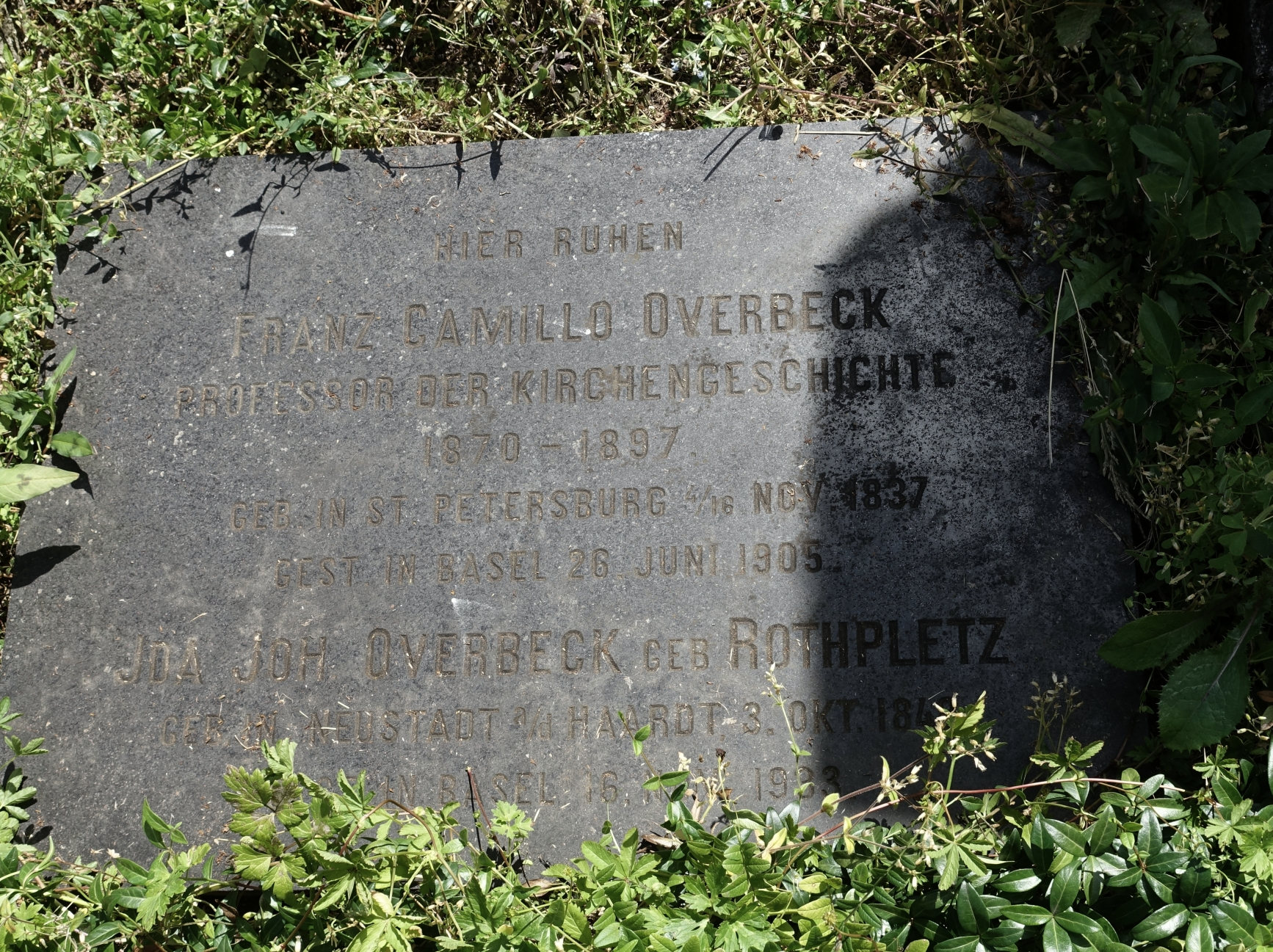
Grab auf dem Friedhof Wolfgottesacker

1897 wurde Overbeck nach längerer Krankheit emeritiert. In den folgenden Jahren legte er, immer schwächer werdend, auch seine Basler Ehrenämter nieder. 1903 bekam er – ohne dass er sich darüber freute – von der Universität St Andrews den Titel Ehrendoktor verliehen. 1905 starb Franz Overbeck an Organversagen.
Seine letzte Ruhestätte fand Overbeck auf dem Friedhof Wolfgottesacker, Basel.
Kurz nach Overbecks Tod begann Elisabeth Förster-Nietzsche nochmals eine Kampagne gegen ihn, die jedoch von seiner Frau Ida und seinem Schüler und Freund Carl Albrecht Bernoulli geschickt pariert wurde. Bernoulli gab in den folgenden Jahren Overbecks nachgelassene Aufzeichnungen und seinen Briefwechsel mit Nietzsche heraus und begründete damit die Basler Tradition in der Nietzsche-Forschung.
Erst einige Jahrzehnte nach Overbecks Tod fanden seine (anti-)theologischen Ansichten akademische Interessenten, unter anderen Karl Barth, Karl Löwith und Moses I. Finley. Seit ca. 1980 steigt das Interesse an Overbeck erneut an, abzulesen an der Zahl der Publikationen über ihn (siehe unten).

## Zitate
„Theologie […] macht das Christentum als Religion problematisch, das heißt [stellt] es als solche überhaupt in Frage […], da auch eine apologetische Theologie, wenn von ihr das Christentum wissenschaftlich bewiesen wäre, es als Religion vernichtet hätte.“

„[D]as Wissen kann wohl eine Religion zerstören […], niemals sie als solche wieder aufbauen.“

„Ich darf wohl sagen, daß mich das Christentum mein Leben gekostet hat. Sofern ich, wiewohl ich es nie besaß und nur durch ‚Mißverständnis‘ Theologe wurde, mein Leben gebraucht habe, um es ganz loszuwerden.“

„Alle schönen Seiten des Christentums knüpfen sich an Jesus, alle unschönen an Paulus. Gerade dem Paulus war Jesus unbegreiflich.“

## Ausgaben

### Werke
- Franz Overbeck: Werke und Nachlaß. Metzler, Stuttgart 1994–2010, ISBN 978-3-476-01210-4
  - Band 1: Schriften bis 1873
    - Ueber die Anfänge des Mönchthums (1867)
    - Ueber ἐν ὁμοιώματι σαρκός ἁμαρτίας Röm. 8,3 (1869)
    - Ueber Entstehung und Recht einer rein historischen Betrachtung der Neutestamentlichen Schriften in der Theologie (1871)
    - Ueber das Verhältniss Justins des Märtyrers zur Apostelgeschichte (1872)
    - Ueber die Christlichkeit unserer heutigen Theologie (1873/²1903)

  - Band 2: Schriften bis 1880
    - Studien zur Geschichte der alten Kirche (1875)
    - Ueber die Auffassung des Streits des Paulus mit Petrus in Antiochien (Gal. 2, 11ff.) bei den Kirchenvätern (1877)
    - Aus dem Briefwechsel des Augustin mit Hieronymus (1879)
    - Zur Geschichte des Kanons (1880)

  - Band 3: Schriften bis 1898 und Rezensionen
  - Band 4: Kirchenlexikon A–I
  - Band 5: Kirchenlexikon J–Z
  - Band 6: Kirchenlexikon / Materialien
    - Band 6.1: Christentum und Kultur (kritische Ausgabe des 1919 von C. A. Bernoulli kompilierten Nachlassmaterials)
    - Band 6.2: Kirchenlexikon Gesamtregister

  - Band 7: Autobiographisches
    - Band 7.1: „Mich selbst betreffend“
    - Band 7.2: „Meine Freunde Treitschke, Nietzsche und Rohde“

  - Band 8: Briefe
  - Band 9: Aus den Vorlesungen zur Geschichte der Alten Kirche bis zum Konzil von Nicaea 325 n. Chr.

### Briefwechsel
Mit Friedrich Nietzsche
Katrin Meyer / Barbara von Reibnitz (Hrsg.): Friedrich Nietzsche / Franz und Ida Overbeck: Briefwechsel. Metzler, Stuttgart 1999, ISBN 3-476-01617-X
Mit Erwin Rohde
Andreas Patzer (Hrsg.): Franz Overbeck, Erwin Rohde: Briefwechsel. de Gruyter, Berlin und New York 1999, ISBN 3-11-011895-5 (Supplementa Nietzscheana, Bd. 1)
Mit Heinrich Köselitz
David Marc Hoffmann (Hrsg.): Franz Overbeck, Heinrich Köselitz (Peter Gast): Briefwechsel. de Gruyter, Berlin und New York 1990, ISBN 3-11-013023-8 (Supplementa Nietzscheana, Bd. 3)
Mit Paul de Lagarde
Niklaus Peter / Andreas Urs Sommer (Hrsg.): Franz Overbecks Briefwechsel mit Paul de Lagarde, in: Zeitschrift für Neuere Theologiegeschichte 3 (1996), 127–171
Briefe von Franziska Nietzsche an Overbeck
Erich F. Podach (Hrsg.): Der kranke Nietzsche. Briefe seiner Mutter an Franz Overbeck. Bermann-Fischer Verlag, Wien 1937.
Mit diversen Empfängern
Franz Overbeck. Werke und Nachlass, Bd. 8: Briefe. Unter Mitarbeit von Andreas Urs Sommer ausgewählt, herausgegeben und kommentiert von Niklaus Peter und Frank Bestebreurtje. XLVII + 558 Seiten. Stuttgart / Weimar: Verlag J. B. Metzler, 2008 (ISBN 978-3-476-00970-8).

### Zu Overbeck und seinem Werk
- Karl Barth: Unerledigte Anfragen an die heutige Theologie. In: derselbe: Zur inneren Lage des Christentums. Kaiser, München 1920.
- Carl Albrecht Bernoulli: Franz Overbeck. In: Basler Jahrbuch 1906, S. 136–192.
- Frank Bestebreurtje: Kanon als Form: Über die Geschichtsschreibung des Neuen Testaments bei Franz Overbeck. Peter Lang, Bern 2005, ISBN 978-3-03910-598-4.
- Rudolf Brändle, Ekkehard W. Stegemann (Hrsg.): Franz Overbecks unerledigte Anfragen an das Christentum. Kaiser, München 1988, ISBN 3-459-01755-4.
- Hubert Cancik: Overbeck, Franz Camill. In: Neue Deutsche Biographie (NDB). Band 19, Duncker & Humblot, Berlin 1999, ISBN 3-428-00200-8, S. 724 f. (Digitalisat).
- Karl Dienst: Franz Overbeck. In: Biographisch-Bibliographisches Kirchenlexikon (BBKL). Band 6, Bautz, Herzberg 1993, ISBN 3-88309-044-1, Sp. 1390–1391 (Artikel/Artikelanfang im Internet-Archive).
- Hermann-Peter Eberlein: Theologie als Scheitern? Die blaue Eule, Essen 1989, ISBN 3-89206-309-5.
- Curt Paul Janz: Die Berufung Franz Overbecks an die Universität Basel 1870. In: Basler Zeitschrift für Geschichte und Altertumskunde. Band 92, 1992, S. 139–165, doi:10.5169/seals-118316#142.
- Frank Schleritt: Sein Kneipname war Struwwelpeter, Franz Overbeck (1837–1905) und das Ende von Theologie und Christentum. In: Bundes-Zeitung der Grünen Hannoveraner zu Göttingen. Jahrgang 85 (Neue Folge), Göttingen, im April 1995, Nr. 1, Seiten 43–49.
- Martin D. Henry: Franz Overbeck: Theologian? Religion and History in the Thought of Franz Overbeck. Lang, Berlin 1995, ISBN 3-631-47772-4 und ISBN 0-8204-2926-0.
- Walter Nigg: Franz Overbeck. Versuch einer Würdigung. Beck, München 1931 und Römerhof Verlag, Zürich 2009, ISBN 978-3-905894-02-8.
- Niklaus Peter: Im Schatten der Modernität. Franz Overbecks Weg zur „Christlichkeit unserer heutigen Theologie“. Metzler, Stuttgart 1992, ISBN 3-476-00877-0.
- Arnold Pfeiffer: Franz Overbecks Kritik des Christentums. Vandenhoeck und Ruprecht, Göttingen 1975, ISBN 3-525-87466-9.
- Martin Tetz: Overbeckiana. Übersicht über den Franz-Overbeck-Nachlass der Universitätsbibliothek Basel. II. Teil: Der wissenschaftliche Nachlass Franz Overbecks (= Studien zur Geschichte der Wissenschaften in Basel (SGWB). Nr. 13). Helbing und Lichtenhahn, Basel 1962, DNB 453675735.
- Jörg Weber: Finis christianismi – Zur Theologie Franz Overbecks. Centaurus, Pfaffenweiler 1985, ISBN 3-89085-052-9.

### Zu Overbeck und Nietzsche
- Carl Albrecht Bernoulli: Franz Overbeck und Friedrich Nietzsche. Eine Freundschaft. Diederichs, Jena 1908.
- Hermann-Peter Eberlein: Flamme bin ich sicherlich! Friedrich Nietzsche, Franz Overbeck und ihre Freunde. Schmidt von Schwind, Köln 1999, ISBN 3-932050-15-0.
- Erich Friedrich Podach (Hrsg.): Der kranke Nietzsche. Briefe seiner Mutter an Franz Overbeck. Herman-Fischer Verlag, Wien 1937.
- Andreas Urs Sommer: Der Geist der Historie und das Ende des Christentums. Zur „Waffengenossenschaft“ von Friedrich Nietzsche und Franz Overbeck. Akademie-Verlag, Berlin 1997, ISBN 3-05-003112-3.